# أزومتشي (عباس الشرقي)
أزومتشي (بالفارسية: ازومچی) هي مستوطنة تقع في إيران في قسم عباس الشرقي الريفي. يقدر عدد سكانها بـ 149 نسمة .